# Lenguas ogúricas
Las lenguas ogur,  ogúricas o bulgáricas (con variantes ortográficas Bolgar, Oghur, y también llamadas Lir-Túrquicas), constituyen una rama diferente del resto de las lenguas túrquicas que constituyen otra rama.  Históricamente las lenguas oghúricas ocuparon la cuenca del río Volga. La única lengua de este grupo que sobrevive actualmente es el chuvasio. Las lenguas de los jázaros era una lengua ogúrica y posiblemente también la lengua de los hunos.
Se considera que las lenguas habladas por los pueblos de la federación Onoguria, que incluía a protobúlgaros, jázaros y ávaros eran lenguas ogúricas. Se desconoce si el moderno chuvasio desciende directamente de alguna variedad de las mencionadas, o constituía un bloque dialectal paralelo (Johanson, 1998).

## Descripción lingüística
Dos isoglosas definitorias del grupo que puede usarse como diagnóstico es que las lenguas ogúricas tienen:
- l donde el túrquico común tiene una  š y
- r donde el túrquico común tiene z

Por esta razón el grupo oghur se ha llamado lir-túrquico o r-túrquico. El término oghur es un ejemplo de palabra que presenta la isoglosa r/z, mencionada ya que oghur es cognado del túrquico común oghuz. Otra característica adicional es que las lenguas ogúricas tienen:
- dj- donde el túrquico común tiene i-.